# Arlington (Wisconsin)
Arlington es una villa ubicada en el condado de Columbia en el estado estadounidense de Wisconsin. En el Censo de 2010 tenía una población de 819 habitantes y una densidad poblacional de 311,54 personas por km².

## Geografía
Arlington se encuentra ubicada en las coordenadas 43°20′7″N 89°22′21″O / 43.33528, -89.37250. Según la Oficina del Censo de los Estados Unidos, Arlington tiene una superficie total de 2.63 km², de la cual 2.63 km² corresponden a tierra firme y (0%) 0 km² es agua.

## Demografía
Según el censo de 2010, había 819 personas residiendo en Arlington. La densidad de población era de 311,54 hab./km². De los 819 habitantes, Arlington estaba compuesto por el 97.31% blancos, el 1.22% eran afroamericanos, el 0% eran amerindios, el 0% eran asiáticos, el 0% eran isleños del Pacífico, el 0.49% eran de otras razas y el 0.98% pertenecían a dos o más razas. Del total de la población el 1.34% eran hispanos o latinos de cualquier raza.